# El Pla (Guixers)
El Pla és una masia situada al sector oriental del municipi de Guixers, a la comarca catalana del Solsonès, a una altitud de 1.246 metres. Es troba al vessant de la solana, a la Serra dels Prats, entre Sisquer i Montcalb, al marge dret del torrent de Fontanella.
A prop hi passa la carretera asfaltada al Collell i Montcalb.